# Кучурганський колоністський округ
46°39′50″ пн. ш. 29°58′15″ сх. д. / 46.66389° пн. ш. 29.97083° сх. д.
Кучурга́нський колоністський округ (нім. Kolonistenbezirk Kutschurgan) охоплював німецькі колонії на лівому березі річки Кучурган на північний захід від Одеси. Заснований у 1808 році 400 сім'ями іммігрантів з Бадену та Ельзасу. Входив до складу спочатку Тираспольського, а потім (з 1825 року) Одеського повіту Херсонської губернії. Центром округу було село Зельц. У 1871 році округ був ліквідований, і на його місці утворені Баденська, Зельцька та Мангеймська волості Одеського повіту.
Територія Кучурганського колоністського округу становила 26674 десятин (244 км²). В окрузі було 433 двори і 167 безземельних сімейств (1857 рік). Працювали 10 олійниць, 39 млинів, 3 ткацьких верстати, 6 церков і молитовних будинків, 6 шкіл (1841 рік).
Нині це території Лиманської селищної та Вигоднянської сільської територіальних громад Роздільнянського та Одеського районів відповідно.

## Історія
22 липня 1763 року Катерина II видала маніфест про дозвіл іноземцям селитися в Російській імперії. Це стало початком масової імміграції, перш за все, німців-протестантів. У 1808 році російський генерал-губернатор герцог фон Рішельє придбав землю на Кучурганському лимані для нових колоністів. 
У 1871 році відбулися адміністративно-територіальні перетворення колоній, колоністи стали поселянами-власниками. Спеціальні акти («записи володіння») закріпили їх право на володіння землею. З введенням загальної військової повинності (1874 року) вони втратили свій останній привілей – звільнення від військової служби, після чого почалася масова еміграція. 

## Села
До складу округу входили села:
| № | Назва     | Німецька назва | Сучасна назва          | Рік  |
| - | --------- | -------------- | ---------------------- | ---- |
| 1 | Баден     | Baden          | у складі с. Кучурган   | 1808 |
| 2 | Зельц     | Selz           | Лиманське              | 1808 |
| 3 | Ельзас    | Elsass         | Щербанка               | 1808 |
| 4 | Кандель   | Kandel         | у складі смт Лиманське | 1808 |
| 5 | Мангейм   | Mannheim       | Кам'янка               | 1809 |
| 6 | Страсбург | Strassburg     | Кучурган               | 1808 |

## Населення
| № | Кількість | Рік  |
| - | --------- | ---- |
| 1 | 2055      | 1811 |
| 2 | 2243      | 1820 |
| 3 | 4046      | 1834 |
| 4 | 4704      | 1841 |
| 5 | 7373      | 1859 |